# Мазеповка
Мазе́повка — село в Рыльском районе Курской области, входит в состав Октябрьского сельсовета.
Основано гетманом Украины Мазепой в 1703 году в своём российском имении. Официально не является каким-либо местом памяти.

## История Мазеповки
Будучи гетманом и посещая Московское государство, Иван Мазепа нуждался в резиденции на землях Российского государства, как временной остановке при поездках в Москву. В связи с этим он обратился к царю Петру І с просьбой приобрести землю на территории теперешней Курской области. 13 декабря 1703 года царь Петр І дал согласие на покупку земель и своей грамотой закрепил эти земли за гетманом Мазепой.
После перехода гетмана Мазепы на сторону шведского короля Карла ХІІ, царь конфисковал это село и передал его своему сподвижнику Меншикову. После смерти Петра І, Меншиков был арестован и сослан в Сибирь, а Мазеповка была снова конфиксована и передана первой жене царя Евдокии Лопухиной. После смерти Евдокии, Мазеповка переходит в казну, а после, по воле царицы Анны Иоановны, передаётся вице-адмиралу флота Головину. Внучка вице-адмирала вышла замуж за князя Барятинского и принесла ему в качестве приданого село Мазеповку.
В дальнейшем все имения Мазепы в России перешли к Барятинским и их существование связано с именем этих князей.
В селе сохранились остатки Преображенской церкви, построенной в 1895 году.

## Известные личности
В 1932 году в селе Мазеповка Курской области родилась Мария Игнатьевна Шевергина. Она училась на курсах медсестер в Рыльске и после переезда семьи в Подмосковье(в Мытищи) работала по специальности в той больнице, куда поместили генерал-лейтенанта Василия Сталина. Впоследствии она стала его женой.

## Население
| 2002 | 2010 |
| ---- | ---- |
| 159  | ↘78  |

## Инфраструктура
Личное подсобное хозяйство. В селе 142 дома.

## Транспорт
Мазеповка находится в 4 км от автодороги регионального значения 38К-017 (Курск — Льгов — Рыльск — граница с Украиной), на автодороге межмуниципального значения 38Н-358 (38К-017 — Мазеповка), в 10 км от ближайшей ж/д станции Рыльск (линия 358 км — Рыльск).
В 163 км от аэропорта имени В. Г. Шухова (недалеко от Белгорода).